# Chrysosporium lobatum
Chrysosporium lobatum är en svampart som beskrevs av Scharapov 1978. Chrysosporium lobatum ingår i släktet Chrysosporium och familjen Onygenaceae.   Inga underarter finns listade i Catalogue of Life.